# Camille Pernon

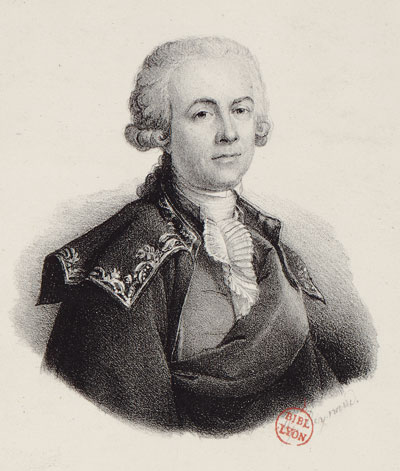
Camille Pernon

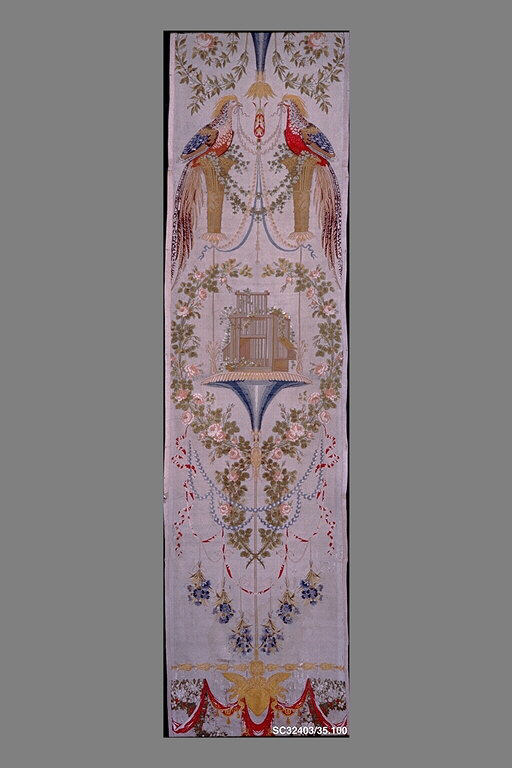
Uit zijn atelier: Verdures du Vatican

Claude Camille Pierre Etienne Pernon (Lyon, 3 november 1753 – Sainte-Foy-lès-Lyon, 24 oktober 1808) was een zijdewever en – handelaar uit Lyon, Frankrijk. Hofleverancier van keizerin Catharina de Grote van Rusland, het Spaanse Hof en van keizer Napoleon Bonaparte, viel hij uiteindelijk in ongenade bij deze laatste.

## Levensloop
Pernon werkte reeds aan jonge leeftijd in het zijde-atelier van zijn vader, Etienne Pernon, in Lyon. Zijn vader stuurde hem als contactpersoon naar het koninklijk hof van Spanje, naar Poolse adel en naar Moskou. In Moskou kon de 20-jarige Pernon keizerin Catharina de Grote overhalen tot een belangrijke bestelling zijde. Het ging om de somptueus gedecoreerde zaal in het paleis die door Catharina de Tekenzaal van Lyon genoemd werd. Catharina benoemde het Atelier Pernon tot hofleverancier en plaatste nog bestellingen voor honderden meters brokaat. Door zijn Russisch avontuur had Pernon als zakenpartner genomen de wever Philippe de Lasalle. Deze had als bijnaam de Rafaël van Lyon. 
In 1779 volgde Pernon zijn vader op als bestuurder van het Atelier Pernon. Hij had dan de erkenning van meester-wever. De Lasalle verbeterde nog de weeftechnieken zodat Pernon de productie kon opdrijven. In 1787 opende het Atelier Pernon een filiaal in Parijs. Zo konden de Franse aristocraten en klanten vlot contact nemen met Pernon, die zelf vaak reisde tussen Lyon en Parijs.
Na de Franse Revolutie (1789) gingen de zaken van Pernon achteruit, zoals ook het geval was met andere zijdewevers in Lyon. De bestellingen door adel en geestelijkheid bleven uit. Pernon ging in de politiek en werkte voor het stadsbestuur van Lyon. Pernon werd lid van het Tribunaat in Parijs. In 1800 werd hij lid van de Académie des sciences, belles-lettres et arts van Lyon. 
Onder het bestuur van Napoleon Bonaparte kreeg Pernon opnieuw bestellingen voor zijde, en wel voor de keizerlijke paleizen. In januari 1802 verbleef Napoleon in Lyon voor de Consulta van de Cisalpijnse Republiek. Het Atelier Pernon was de eerste en aanvankelijk de enige van zijde-ateliers die bestellingen kregen. Het Atelier Pernon ging aan de slag voor het kasteel van Saint-Cloud en de troonzaal van het kasteel van Versailles. In 1805 hield Napoleon halt in Lyon, op weg naar zijn koningskroning in Italië. Hij eiste dat de wevers meer weefgetouwen bouwden om de grote bestellingen zijden stoffen te leveren. Ondertussen had Pernon het kasteel van Saint-Cloud verfraaid met groene damast met palmmotieven. Onder meer het Grand Cabinet of werkkabinet van Napoleon had het Atelier Pernon verfraaid.
In 1806 brak het schandaal Pernon of de Affaire Pernon uit. De groene en rode kleurpigmenten verbleekten in het brokaat op het kasteel van Saint-Cloud. Napoleon was ontstemd omdat hij van mening was dat de luxueuze versieringen in zijn residentie honderden jaren zouden meegaan. Ook vond hij dat buitenlandse bezoekers een erbarmelijk idee kregen van wat de zijdewevers van Lyon produceerden. De Handelskamer van Lyon moest optreden in naam van de minister van Binnenlandse Zaken. Hun rapport kon niet anders dan vaststellen dat de kleurstoffen in Lyon van slechte kwaliteit waren. Hierop beval Napoleon een leerstoel in te richten in een nog te bouwen instituut voor scheikunde waarin onderzoekers zich met kleurstoffen bezig hielden. Voor Napoleon was dit de enige manier om komaf te maken met de ontoereikende scheikundige kennis. Voor Pernon persoonlijk en het Atelier Pernon was de affaire een ramp. Gewelddadige incidenten vonden plaats in zijn atelier. Pernon vond het niet meer veilig te leven in Lyon. 
In niet opgehelderde omstandigheden werd Pernon dood aangetroffen in zijn buitengoed in Sainte-Foy-lès-Lyon (1808).
- Bibliothèque nationale de France: cb103685456 (data)
- International Standard Name Identifier: 0000 0001 2122 8301
- Library of Congress Control Number: n88272942
- Système universitaire de documentation: 242753108
- Union List of Artist Names: 500239937
- Virtual International Authority File: 18789693
- WorldCat: E39PBJq6WXXdDtCmKwXqyRw6Kd